# 春採湖
春採湖（日语：／ Harutoriko）是位于日本北海道钏路市的湖泊。此湖是古代海面下降形成的海迹湖，且现今海水仍通过春採川流入此湖，使此湖成为汽水湖。湖内分布有日本天然纪念物之一的绯鲋。冰期为每年12月至次年4月。名称来源有来自阿伊努语（羅馬化：Arutoru，意为“海角对面的土地”）和来自阿伊努语（羅馬化：Harutoru，意为“採摘野菜的斜坡”）等种种说法。

## 地理
春採湖北面有钏路市立博物馆、春採公园等设施。1955年至2008年间还设有钏路市立柏木小学校。
1937年起，相关方面对春採湖进行了数次水深测量，由此确定该湖的最深处位于湖东侧，钏路市立博物馆东边，深度为9米。但后续的测量显示，春採湖正在不断变浅：1962年以前，湖东侧就不断变浅，至1985年，湖东侧最深处仅剩2米。而且湖的中西部也在不断变浅，1985年全湖的最深处为湖心部，仅有5.8米。关于春採湖变浅的原因，据推测是1955年之前，当地一直向春採湖内排放煤矿废水，使得大量物质沉积湖底所致。其后，当地又向春採湖排放生活污水，直至1980年方停止，这也被认为是春採湖变浅的重要原因之一。
春採川从春採湖东北部偏南的区域流入，又从湖西部流出。由于春採川与海水相连，海水中的盐分通过春採川流入春採湖，使其成为汽水湖。曾经还有柏木川等另两条河流流入春採湖，但现在均已不存在。

## 自然环境

### 水质
1985年以前，春採湖的3条流入河流所流经的许多城市均将生活污水通过这些河流排入湖内，导致春採湖水质不断恶化。1985年，春採湖被评为日本水质第二差的湖沼，此后直到1993年一直位列水质倒数前五名。随着钏路市自1985年开始进行下水道维护，春採湖及其流入河流的水质逐渐改善。
尽管水质较先前有所改善，但如今春採湖底仍淤积有黑色污泥。1989年2月和1990年3月的调查显示，全湖湖底均被淤泥覆盖，最浅处4厘米，最深处20厘米。湖底淤泥对春採湖的生态环境也有影响。从春採湖西部流出的春採川偶有发生海水倒灌现象，由于密度原因，倒灌进湖里的海水不与上层湖水混合而滞留于湖底，溶解了湖底淤泥里产生的硫化氢而形成无氧环境，使鱼类难以在接近湖底的水层里生存。
1993年以前，冬天湖水封冻时时常发生海水倒灌现象。海水倒灌会减小富氧表层湖水的体积，导致大量鱼类死亡。因此，春採湖分别于1993年和2009年加筑了防止海水倒灌的设施，以扩大湖内鱼类可生存水质的范围。这一措施较有成效，1993年后，表层水与底层水的分界线所在深度由2米降至2.5米上下，2009年后又下降至近4米处。
根据2009年新设置的逆流计的统计数据，2012年共有154天发生了经春採川的海水倒灌现象，年总流量为232.9 ㎥，主要集中在3月和4月。
1993年前，春採湖表层水盐分一直在1000 mg/L以上大幅波动，之后则降低到500 mg/L至略高于1000 mg/L的范围内，2009年以后更是降至500 mg/L以下。
2016年的一项调查测定了春採湖两处湖水样本的化学需氧量（COD），平均值6.6 mg/L，为环境基准值7.5 mg/L的75%，是有观测以来的最好水质。COD数值受湖内浮游植物光合作用的影响较大，一般每年春天至秋天COD数值逐渐上升，而冬天由于浮游生物不活跃，COD数值下降。导致2016年测得COD数值较低的原因可能是检测当年大雨较多，雨水稀释湖水和日照较少影响浮游植物光合作用等原因。

### 生物
湖内有金鱼藻、两栖蓼、丘角菱等水草。1986年的调查中还发现了角果藻和穿叶眼子菜，但2003年以后的调查中就没有再发现过了，有可能已在该湖中绝迹。篦齿眼子菜的数量也明显减少。整体来看，湖内的水草在2005年至2007年间显著地减少，之后略有恢复，但远不及原先的水准。
2012年举办了8次春採湖畔探鸟会，观察到50余种野生鸟类。湖周围有白额雁、小䴙䴘和骨顶鸡等水鸟繁殖，同时也有大天鹅和赤颈鸭等候鸟迁徙途中在此落脚。此外，也有自海上飞来的灰背鸥在此湖休息。湖周围的市区及公园绿地亦有多种鸟类出现。
2004年，春採湖湖岸全域均发现入侵物种通訊螯蝦，钏路市方面委托非营利组织对其进行清理和捕捞。由2010年的调查数据推算，湖域内至少有56000只身长4厘米以上的信号小龙虾。
2010年的调查显示，湖内西太公鱼、兰氏鲫等淡水鱼较多，此外也有捕获珠星三块鱼、太平洋型三刺鱼、杂食三齿雅罗鱼、暗缟鰕虎鱼、泥鳅和欧洲鲤等。绯鲋的数量虽显著减少但未绝迹。
春採湖的绯鲋于1937年12月21日被选为日本的天然纪念物。1950年代，有说法认为这些绯鲋是由1916年放生的和金演变来的，如果事实如此，那么金鱼也就名列日本的天然纪念物了。1985年至1988年的调查确认了春採湖的绯鲋与和金没有关系，而是由兰氏鲫变异形成的。
春採湖中绯鲋的经历了由水质恶化导致的数量减少以及水体整治后的种群恢复，而21世纪初则陷入了产卵场所（绯鲋在金鱼藻和篦齿眼子菜等水草中产卵）减少的危机。为解决这一问题，有关方面向湖内的3片区域植入了约200棵塑料制人工水草。2012年的调查显示人工水草内有较多绯鲋产下的卵，但在其他没有人工水草的区域很少发现这些卵。

## 脚注
1. ↑  数据来源于春採湖调查会所作的《春採湖报告》。
2. ↑  水生植物調査中虽未发现篦齿眼子菜，但同年的绯鲋産卵調査中在数个地点发现了其碎片。(針生勤 2013，第7頁，(PDF文件p.11))
3. ↑  在这次鱼类调查中不能确认其未绝迹，但捕捞信号小龙虾时曾一并捞起过绯鲋。(針生勤 2011，第8頁)

## 引用
1. ↑  山田秀三 1984，第264頁.
2. ↑  角田富男 1986，第22-23頁.
3. ↑  岡崎由夫 1989，第13頁，图.
4. ↑  岡崎由夫 1989，第1-2頁.
5. ↑  岡崎由夫 1990，第1頁，PDF文件p.4.
6. ↑  岡崎由夫 2002，第2頁.
7. ↑  岡崎由夫 1989，第5-7頁.
8. ↑  伊藤俊彦 1989，第30-32頁，(PDF文件pp.33-35).
9. ↑  伊藤俊彦 1990，第1-2頁，(PDF文件pp.21-22).
10. ↑  東海林明 1996，第3頁.
11. 1 2  角田富男 2013b，第2頁，(PDF文件p.6).
12. ↑  角田富男 2013a，第7-8頁，(PDF文件pp.13-14).
13. ↑  角田富男 2013b，第5頁，(PDF文件p.9)图3
14. ↑  角田富男 2016，第1頁，(PDF文件p.1 - 4).
15. ↑  神田房行 2013，第25頁，（PDF文件29頁）.
16. ↑  釧路市立博物館 2013，第16-17頁，(PDF文件pp.20-21).
17. ↑  蛭田眞一 2011，第12頁.
18. ↑  針生勤 2011，第6頁.
19. 1 2  針生勤 1987，第81頁.
20. ↑  針生勤 2013，第6-9頁，(PDF文件pp.10-13).